# J'ai engagé un tueur
 (février 2017).
Si vous disposez d'ouvrages ou d'articles de référence ou si vous connaissez des sites web de qualité traitant du thème abordé ici, merci de compléter l'article en donnant les références utiles à sa vérifiabilité et en les liant à la section « Notes et références ».
Pour plus de détails, voir Fiche technique et Distribution.
J'ai engagé un tueur (I Hired a Contract Killer) est un film finlandais, suédois, britannique, français et ouest-allemand réalisé par Aki Kaurismäki, sorti en 1990, à mi-chemin entre la comédie burlesque et le film policier.

## Synopsis
L'action se passe dans les faubourgs de Londres.
Henri, de nationalité française, est employé dans une société qui va être privatisée. Tout le personnel qui n'est pas britannique est licencié. La direction lui donne une montre comme prime de départ. Il décide de se suicider, mais toutes les tentatives échouent : le crochet auquel il a fixé une corde pour se pendre cède ; la tête dans le four de la cuisinière, il attend la mort par asphyxie mais les ouvriers gaziers sont en grève. Voulant toujours mettre fin à ses jours, il contacte un gang qui accepte le contrat. Peu de temps après, il rencontre une jeune femme qui le dissuade de se suicider et le persuade de résilier le contrat. Il accepte et essaie de prendre langue avec le gang, mais une succession d'événements font qu'il ne peut empêcher le tueur de le localiser.

## Fiche technique
- Titre : J'ai engagé un tueur
- Titre original : I Hired a Contract Killer
- Réalisation : Aki Kaurismäki
- Scénario : Aki Kaurismäki d'après une idée originale de Peter von Bagh
- Production : Aki Kaurismäki
- Photographie : Timo Salminen
- Montage : Aki Kaurismäki
- Décors : John Ebden
- Costumes : Simon Murray
- Pays de production :  Finlande,  Suède,  Royaume-Uni,  Allemagne de l'Ouest,  France
- Langues originales : anglais, finnois
- Format : Couleurs - 1,85:1 - Mono - 35 mm
- Genre : Comédie dramatique
- Durée : 80 minutes
- Dates de sortie : 
  - Finlande : 12 octobre 1990
  - France : 9 janvier 1991

## Distribution
- Jean-Pierre Léaud : Henri
- Margi Clarke : Margaret
- Kenneth Colley : le tueur
- Serge Reggiani : Vic
- Nicky Tesco : Pete
- Charles Cork : Al
- Angela Walsh : la propriétaire de l'appartement
- Michael O'Hagan : le patron du tueur
- Walter Sparrow : le réceptionniste
- Tony Rohr : Frank
- Trevor Bowen : le chef de service
- Imogen Clare : le secrétaire
- Cyril Epstein : le chauffeur de taxi
- Joe Strummer : le guitariste
- Tex Axile : le barman
- Peter Graves : le bijoutier
- Ette Elliot : la fille
- Roberto Pla : le joueur de bongo
- Aki Kaurismäki : le vendeur de lunettes noires